# Alphonse Le Touzé de Longuemar
Alphonse-Pierre-François Le Touzé de Longuemar (3 octobre 1803 à Saint-Dizier - 22 février 1881 à Poitiers) est un militaire, un savant et un archéologue français.

## Biographie

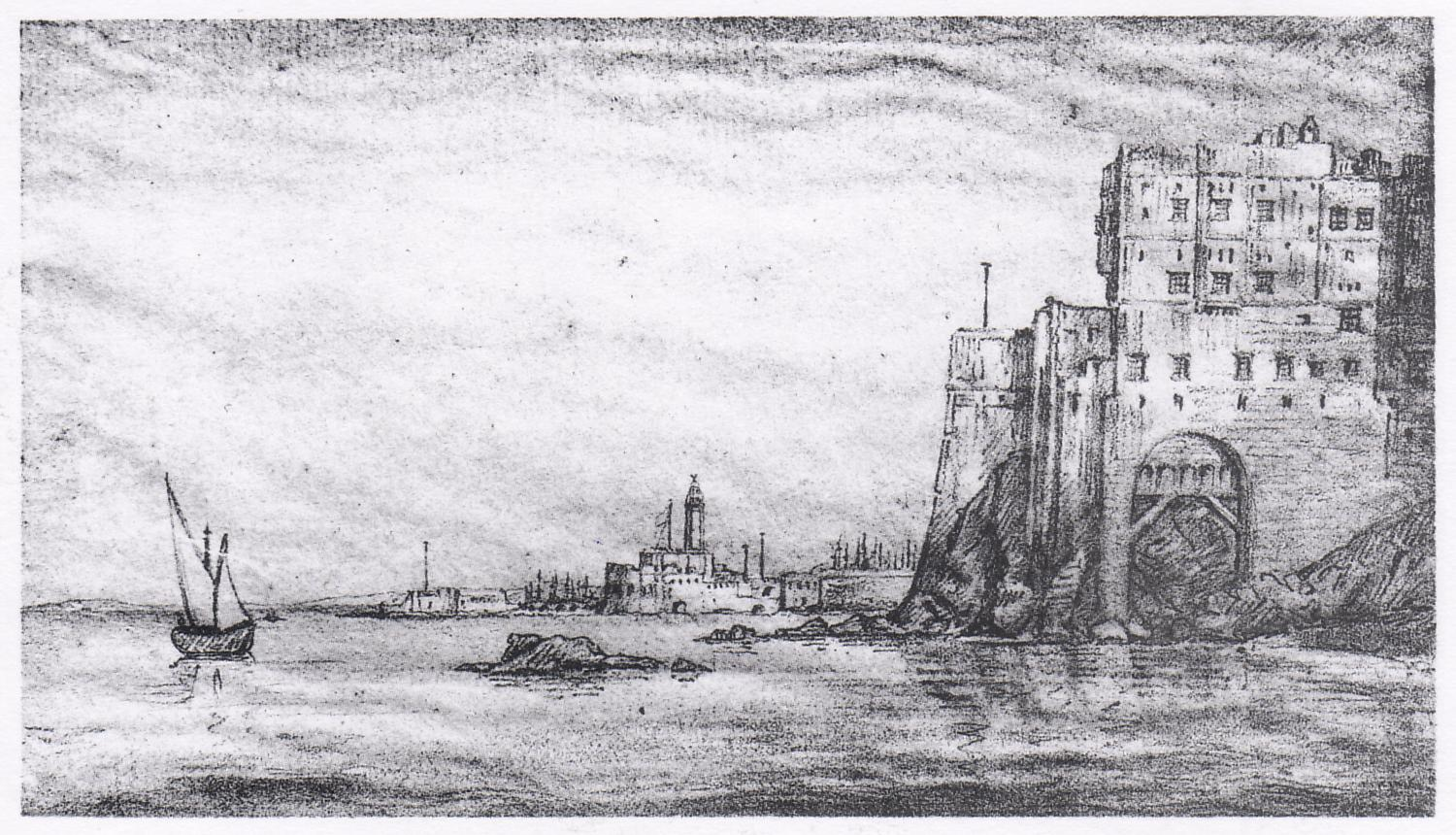
Le môle d'Alger, dessiné par Longuemar.

Élève à l'école de Saint-Cyr, il entra au corps d'état-major, prit part à la campagne d'Alger en 1830, fut promu capitaine en 1831 et donna sa démission en 1836. Il se consacrât alors entièrement aux études archéologiques, géologiques et géographiques. En 1845, il s'installât dans le Poitou. Il donna des articles, notices et cartes dans divers recueils, dont dans l'Annuaire de la Société géologique, dont il devient membre en 1843. Il intégra  la Société des antiquaires de l'Ouest en 1852 et en fut le président dès 1855. Il était aussi membre du Comité des travaux historiques et scientifiques et correspondant du ministère de l'Instruction publique.
Il reprit du service durant la guerre franco-allemande de 1870, et commanda, avec le grade de général de brigade à titre auxiliaire, les trois légions de mobiles de la Vienne.
Il est le père du général Paul Pierre Louis Marie de Longuemar.

## Publications
- Étude géologique des terrains de la rive gauche de l'Yonne, compris dans les arrondissements d'Auxerre et de Joigny... , 1843.
- Carte, coupes et fossiles pour l'intelligence de l'étude géologique des terrains de la rive gauche de l'Yonne (arrondissements d'Auxerre et de Joigny), 1843.
- Supplément à l'étude géologique des terrains de la rive gauche de l'Yonne, compris dans les arrondissements d'Auxerre et de Joigny..., 1844.
- De la Situation actuelle et des besoins de l'agriculture, 1848.
- 15 mois de République, ou Miscellanées écloses en province sous le Gouvernement provisoire et la Constituante, par un solitaire, 1849.
- Chroniques et légendes populaires du Poitou, des Gaulois à l'an 1000, recueillies sur les bords de la Vienne, du Clain et de la Gartempe, par M. le Touzé de Longuemar, 1851.
- Notice historique sur l'ancienne abbaye de Saint-Savin... et description de l'église actuelle de la ville de Saint-Savin, 1851
- Souvenirs d'une excursion archéologique sur les bords du Thoué (Deux-Sèvres), 1852.
- Essai sur les fresques de la chapelle de Jouhé-sur-Gartempe, près Montmorillon (Vienne), 1852.
- Le Monde antédiluvien aux portes de Poitiers, 1854.
- Les Souterrains-refuges découverts dans l'ancien Poitou, discours prononcé à la séance publique de la Société le 30 décembre 1855.
- Études sur la circulation naturelle des eaux superficielles et souterraines dans le département de la Vienne, 1856.
- Notice descriptive de quelques poteries antiques découvertes à Poitiers, 1856.
- Mémoire sur la question des subsistances mise au concours par la Société d'agriculture, belles-lettres, sciences et arts de Poitiers, par M. de Longuemar, 1856.
- Coup d’œil sur le domaine de l'homme, esquisse géologique lue à la Société d'agriculture, belles-lettres, sciences et arts de Poitiers, le 14 mai 1856, 1856.
- Pérégrinations d'un touriste sur la limite de trois provinces, suite aux "Chroniques populaires du Poitou" et à l'"Excursion archéologique sur les bords du Thoué", 1856.
- Essai historique sur l'église royale et collégiale de Saint-Hilaire-le-Grand de Poitiers, 1857.
- Rapport sur une inscription: tracée sur une lame d'argent et découverte a Poitiers en 1858, 1859.
- Observations sur la rédaction des statistiques archéologiques locales, adressées au Congrès scientifique de Limoges, septembre 1859... par M. de Longuemar,... - Note sur une série de dolmens et de menhirs échelonnés sur la rive droite du Clain et sur les bords de la Charente, dans l'ancien pays des Pictons, 1859.
- Esquisse géologique des terrains de la Vienne, 1860.
- Coup d’œil sur une correspondance inédite extraite des archives de la famille de Moussy-la-Contour: contenant les lettres du comte Louis Centorio-d'Avogadre et de François II de Moussy-la-Contour, son beau-père, l'un et l'autre gouverneurs de Metz, et des ministres de la minorité de Louis XIV, Le Tellier et de Lomenie, 1860.
- Excursion archéologique dans le Loudunais, 1861.
- Compte rendu du Congrès archéologique de Fontenay-le-Comte fait à la Société des antiquaires de l'Ouest: dans la séance du 23 juin, 1861.
- Album historique de Poitiers, coup d’œil sur les monuments de l'ancienne capitale du Poitou, 1862.
- Recherches archéologiques sur une partie de l'ancien pays des Pictons. Mémoire sur la distribution topographique et la nature des monuments primitifs et des voies antiques dans le département de la Vienne, 1863.
- Les bornes milliaires du Haut Poitou, 1864.
- Épigraphie du Haut-Poitou, recueil de toutes les inscriptions lapidaires du département de la Vienne, 1864.
- Rapport sur une excursion dans le marais vendéen, par M. de Longuemar, 1865.
- Les Dolmens du Haut-Poitou, discours lu à la séance publique de la Société des antiquaires de l'Ouest, le 26 déc. 1865, 1866.
- Rapport présenté à la Société des Antiquaires de l'Ouest sur une Exploration Méthodique des Grottes du Chaffaud, 1866.
- Recherches géologiques et agronomiques dans le département de la Vienne, 1866.
- Revue des Études Géologiques ayant pour objet Le Département de La Vienne publiées de 1830 à 1867, 1867.
- Réfutation de quelques faits du Mémoire de M. de Rochebrune sur les dolmens de la Charente, par M. de Longuemar, 1867.
- L'archéologie française à l'Exposition de 1867. Rapport lu à la Société des antiquaires de l'Ouest dans la séance du 16 mai , 1867.
- Communications faites par M. de Longuemar à la séance de la Soc. des antiquaires de l'Ouest du 17 janvier 1867 : [souterrains-refuges, tombeaux taillés dans le rocher, mottes considérables...].
- L'Archéologie française à l'Exposition de 1867, rapport lu à la Société des antiquaires de l'Ouest dans la séance du 16 mai, 1867.
- Exploration méthodique des grottes du Chaffaud (département de la Vienne), 1868.
- Rapport sur les fouilles de la principale grotte de Loubeau, près Melle (Deux-Sèvres), 1868.
- Danses macabres et moralités peintes sur les murs de chapelles en Bretagne et dans le Haut-Poitou, 1868.
- Album historique de Poitiers, 1869.
- Géographie populaire du Département de la Vienne, 1869.
- Rapport sur l'exposition archéologique de Poitiers, pendant les mois de juin et de Juillet 1869, 1870.
- Sommaire des conférences de Géologie appliquée à la Culture et à l'Industrie dans le dépt. de la Vienne, et par extension dans le département de la Charente, faites à l’École primaire de Poitiers, 1870.
- Études géologiques et agronomiques sur le département de la Vienne: Rapports de la géologie avec la culture et l'industrie du département, 1872.
- Le "Guide de l'art chrétien", études d'esthétique et d'iconographie de M. le comte Grimouard de Saint-Laurent, analysé par M. de Longuemar au point de vue de ses rapports avec les décorations murales des églises de l'Ouest, 1875.
- Physionomie générale du territoire de la Vienne dans ses rapports avec sa constitution géologique, conférences faites au Cercle agricole de Poitiers en février et mars 1875, 1875.
- Des Meilleurs moyens de vulgariser les connaissances géographiques, 1875.
- Château-Guillaume, ses seigneurs et ses archives, lecture faite à la séance publique annuelle des Antiquaires de l'Ouest le 29 janvier 1881, 1881.
- Les Anciennes fresques des églises du Poitou, 1881.
- Atlas des cartes et coupes dressées pour les études géologiques et agronomiques sur le département de la Vienne.
- Résumé des travaux de la Société des antiquaires de l'Ouest. Répertoire archéologique de la Vienne.
- Confrontation de deux autels gallo-romains trouvés dans les environs de Poitiers.
- Étude sur les statues équestres qui décorent les tympans de quelques églises du Poitou.

## Sources
- « Longuemar (Alphonse Le Touzé de) », dans Pierre Larousse, Grand dictionnaire universel du XIXe siècle, Paris, Administration du grand dictionnaire universel, 15 vol., 1863-1890 [détail des éditions].
- Pierre de Longuemar, L'œuvre iconographique d'Alphonse de Longuemar, 2008
- Omar Carlier, Images du Maghreb, images au Maghreb (XIX-XXe siècles) : une révolution du visuel ?, 2010